# 日银斑蛛
日银斑蛛（学名：Argyrodes nipponicus）为球蛛科银斑蛛属的动物。分布于日本以及中国大陆的湖南等地。该物种的模式产地在日本。